# Pelargonium cucullatum
Пеларгонія клобучкова, або деревовидна пеларгонія (лат. Pelargonium cucullatum) — вид квіткових рослин родини геранієві (Geraniaceae). Походить з Південної Африки. Поширений у Західно-Капській провінції. Вперше описаний французьким ботаніком Луї Леритьє у 1789 році.

## Характеристика
Невеликий чагарник трохи більше метра заввишки (інколи досягає двох метрів).
Стебла прямостоячі, тонкі, внизу безлисті. Листя округле, 3-7 см довжини. Густо опушене.
Квіти фіолетові або рожеві.
Існує три підвиди:
- Pelargonium cucullatum subsp. cucullatum
- Pelargonium cucullatum subsp. strigifolium
- Pelargonium cucullatum subsp. tabulare